# Heil (Bergkamen)
Heil ist ein ländlich geprägter Ortsteil der westfälischen Stadt Bergkamen, Kreis Unna.

## Geographie

### Lage
Heil liegt im Nordwesten der Stadt Bergkamen. Im Norden bildet die Lippe die Grenze. Der Datteln-Hamm-Kanal durchquert das Ortsgebiet.

### Nachbargemeinden
Heil grenzte im Jahr 1965 im Uhrzeigersinn im Norden beginnend an die Stadt Werne (damals im Kreis Lüdinghausen), an die Gemeinden Rünthe, Bergkamen, Weddinghofen und Oberaden (alle im Kreis Unna) sowie an die damals kreisfreie Stadt Lünen (Stadtteil Beckinghausen).

## Geschichte
Heil gehörte bei der Errichtung der Ämter in der preußischen Provinz Westfalen zum Amt Pelkum im Kreis Hamm. Anlässlich der Auskreisung der Stadt Hamm am 1. April 1901 wurde aus dem Kreis der Landkreis Hamm. Nach einer Gebietserweiterung im Jahr 1929 wurde dieser im Oktober 1930 in Kreis Unna umbenannt.
Am 1. Januar 1966 wurden die Gemeinden Bergkamen, Heil, Oberaden, Overberge und Weddinghofen zur neuen Gemeinde Bergkamen zusammengeschlossen.
Im Jahr 1981 wurde das Kraftwerk Bergkamen am Datteln-Hamm-Kanal in Betrieb genommen.

### Einwohnerentwicklung
| Jahr | Einwohner |
| ---- | --------- |
| 1849 | 281       |
| 1890 | 327       |
| 1895 | 327       |
| 1900 | 328       |
| 1905 | 389       |
| 1910 | 424       |
| 1912 | 448       |
| 1931 | 458       |
| 1938 | 393       |
| 1946 | 508       |
| 1956 | 674       |
| 1960 | 724       |

| Jahr | Einwohner |
| ---- | --------- |
| 1961 | 787       |
| 1987 | 521       |
| 2000 | 515       |
| 2001 | 503       |
| 2002 | 511       |
| 2003 | 502       |
| 2004 | 496       |
| 2005 | 506       |
| 2006 | 483       |
| 2007 | 477       |
| 2008 | 482       |
| 2009 | 480       |

| Jahr | Einwohner |
| ---- | --------- |
| 2010 | 474       |
| 2011 | 483       |
| 2012 | 470       |
| 2013 | 495       |
| 2014 | 510       |
| 2015 | 520       |
| 2016 | 525       |
| 2017 | 532       |
| 2018 | 528       |
| 2019 | 532       |
| 2021 | 525       |
| 2022 | 530       |

## Verkehr
Die Landesstraße L 736 verbindet Heil im Osten mit Rünthe, Herringen und Hamm sowie im Westen mit Lünen. Die Landesstraße 821 führt von Heil aus in südlicher Richtung nach Oberaden, Methler, Kaiserau, Wasserkurl, Massen und Holzwickede nach Aplerbeck.

## Freizeit
In Heil gibt es an der Lippe ein Naturfreibad.